# Adaptation (film)
För andra betydelser, se Adaption (olika betydelser).
Adaptation är en amerikansk dramakomedi-metafilm från 2002, i regi av Spike Jonze och med manus av Charlie Kaufman (krediterad som Charlie Kaufman och Donald Kaufman). Manuset är baserat på Susan Orleans bok Orkidétjuven och innehåller även flera fall av självreferenser.

## Handling
Medan manusförfattaren Charlie Kaufmans senaste film är under produktion, anlitas han av Valerie Thomas för att adaptera Susan Orleans fackbok "The Orchid Thief" till en film. Thomas köpte filmrättigheterna innan Orlean skrev boken, när det bara var en artikel i The New Yorker. Boken beskriver historien om den sällsynta orkidéjägaren John Laroche, vars passion för orkidéer och trädgårdsodling fick Orlean att upptäcka passion och skönhet för första gången i sitt liv. Charlie vill vara trogen till boken och trots att Laroche själv är en intressant karaktär i sin egen rätt har Charlie svårt att hitta tillräckligt med material i Laroche liv för att göra det till en film, samtidigt som han inte har tillräckligt att säga filmiskt om skönheten av orkidéer. Samtidigt går Charlie igenom andra frågor i sitt liv. Hans osäkerhet som person tillåter honom inte att agera på sina känslor för hans vän Amelia Kavan. Och Charlies tvillingbror Donald har flyttat in i hans hus med målet att också bli manusförfattare. Trots att han inte beundrar Donald som manusförfattare ber Charlie om råd. Tillsammans känner de att det finns någon intressant undertext i boken som Orlean själv bara kan utveckla, om bara Charlie orkar prata med henne. Om hon inte kan eller vill utveckla, kanske de måste ta reda på innebörden av den undertexten på egen hand.

## Rollista
- Nicolas Cage - Charlie Kaufman / Donald Kaufman
- Meryl Streep - Susan Orlean
- Chris Cooper - John Laroche
- Cara Seymour - Amelia Kavan
- Tilda Swinton - Valerie Thomas
- Judy Greer - servitrisen Alice
- Maggie Gyllenhaal - Caroline Cunningham
- Ron Livingston - Marty Bowen
- Brian Cox - Robert McKee
- Spike Jonze - sig själv (ej krediterad)
- John Cusack - sig själv (ej krediterad)
- John Malkovich - sig själv (ej krediterad)
- Catherine Keener - sig själv (ej krediterad)

## Om filmen
Filmen är inspelad i mars-juni 2001 i Kalifornien i USA, i Acton, Santa Barbara och Santa Clarita. Den hade världspremiär i USA och Kanada den 6 december 2002 och svensk premiär den 16 april 2003, åldersgränsen är 11 år.

## Musik i filmen
- "One Part Lullaby", skriven av John Davis, Lou Barlow och Wally Gagel, framförd av The Folk Implosion
- "Dead Melodies", skriven och framförd av Beck Hansen
- "Wild Horses", skriven av Mick Jagger och Keith Richards, framförd av The Rolling Stones
- "The Cat Came Back", skriven av Henry S. Miller
- "Alison", skriven och framförd av Elvis Costello
- "Happy Together", skriven av Garry Bonner och Alan Gordon, framförd av The Turtles

## Utmärkelser
- 2002 - BSFC Award - Bästa manus, Charlie Kaufman och Donald Kaufman
- 2002 - LAFCA Award - Bästa manliga biroll, Chris Cooper
- 2002 - NBR Award - Bästa manus Charlie Kaufman
- 2002 - NBR Award - Bästa manliga biroll, Chris Cooper
- 2002 - NYFCC Award - Bästa manus, Charlie Kaufman och Donald Kaufman
- 2002 - SDFCS Award - Bästa bearbetade manus, Charlie Kaufman
- 2002 - SDFCS Award - Bästa manliga biroll, Chris Cooper
- 2002 - SFFCC Award - Bästa manliga biroll, Chris Cooper
- 2002 - Seattle Film Critics Award - Bästa manliga biroll, Chris Cooper
- 2002 - SEFCA Award - Bästa bearbetade manus, Charlie Kaufman och Donald Kaufman
- 2002 - SEFCA Award - Bästa manliga biroll, Chris Cooper
- 2002 - SEFCA Award - Bästa kvinnliga biroll, Meryl Streep
- 2002 - TFCA Award - Bästa manliga framförande Nicolas Cage
- 2002 - TFCA Award - Bästa bild
- 2002 - TFCA Award - Bästa manus, Charlie Kaufman och Donald Kaufman
- 2002 - TFCA Award - Bästa manliga biroll, Chris Cooper
- 2003 - Oscar - Bästa manliga biroll, Chris Cooper
- 2003 - BAFTA Film Award - Bästa bearbetade manus, Charlie Kaufman och Donald Kaufman
- 2003 - Filmfestivalen i Berlin - Silverbjörnen - Juryns stora pris, Spike Jonze
- 2003 - Broadcast Film Critics Association Awards - Critics Choice Award - Bästa manliga biroll, Chris Cooper
- 2003 - Broadcast Film Critics Association Awards - Critics Choice Award - Bästa manusförfattare, Charlie Kaufman
- 2003 - COFCA Award - Bästa bearbetade manus, Charlie Kaufman och Donald Kaufman
- 2003 - COFCA Award - Bästa manliga biroll, Chris Cooper
- 2003 - CFCA Award - Bästa manus, Charlie Kaufman och Donald Kaufman
- 2003 - CFCA Award - Bästa kvinnliga biroll, Meryl Streep
- 2003 - CFCA Award - Mest lovande framförande, Maggie Gyllenhaal
- 2003 - Chlotrudis Awards - Publikens pris - Bästa originalmanus, Charlie Kaufman och Donald Kaufman
- 2003 - Chlotrudis Awards - Publikens pris - Bästa manliga biroll, Chris Cooper
- 2003 - DFWFCA Award - Bästa manliga biroll, Chris Cooper
- 2003 - FFCC Award - Bästa film
- 2003 - FFCC Award - Bästa manus, Charlie Kaufman och Donald Kaufman
- 2003 - FFCC Award - Bästa manliga biroll, Chris Cooper
- 2003 - FFCC Award - Bästa kvinnliga biroll, Meryl Streep
- 2003 - Golden Globe - Bästa manliga biroll i rörlig film, Chris Cooper
- 2003 - Golden Globe - Bästa manliga biroll i rörlig film, Meryl Streep
- 2003 - KCFCC Award - Bästa manliga biroll, Chris Cooper
- 2003 - OFCS Award - Bästa bearbetade manus, Charlie Kaufman och Donald Kaufman
- 2003 - Literary Award - Manus, Charlie Kaufman och Donald Kaufman
- 2003 - Golden Satellite Award - Bästa bearbetade manus, Charlie Kaufman och Donald Kaufman
- 2003 - VFCC Award - Bästa manliga biroll, Chris Cooper